# Park Ji-yeon
Park Ji-yeon (kor. 박지연; ur. 7 czerwca 1993 w Seulu), lepiej znana pod pseudonimem Jiyeon – południowokoreańska piosenkarka, modelka, aktorka oraz członkini grupy T-ara.

## Życiorys

### 1993–2008: Wczesne życie
Ji-yeon urodziła się 7 czerwca 1993 roku w Seulu, w Korei Południowej. Przez krótki czas uczęszczała do szkół Seoul Arts High School, Hyehwa Girls’ High School oraz Lila Art High School. W 2012 roku Ji-yeon ukończyła liceum Lila Art High School. Ewentualnie „zrezygnowała z normalnego życia uczennicy liceum”, chociaż „czasami tęskni za byciem licealistką”, porzuciła studia na uniwersytecie z powodu napiętego harmonogramu pracy aktorki oraz kariery.

### 2008–2010: Wczesna twórczość, T-ara i debiut
Ji-yeon i Eunjung są jedynymi członkiniami T-ary, które są wyszkolone w aktorstwie. Zamiast kontynuowania kariery aktorskiej obie przestawiły się na śpiew pomimo pierwotnych zamierzeń.
Ji-yeon interesowała się też modelingiem. W 2008 roku, gdy miała 15 lat, Ji-yeon pozowała do kilku magazynów ilustrowanych i ogłoszeń dla SMART z koreańskim boysbandem SHINee. Współpracowała z Davichi i SeeYa wydając wspólnie cyfrowy singel Yeoseong Shidae (kor. 여성시대), który ukazał się w maju 2009 roku. Pojawiła się w teledyskach grupy SG Wannabe: Saranghae i My Love Is Crying z ich albumu z 2009 roku, Gift From SG WANNABE. Początkowo koreańskie media nazywały Ji-yeon „małą Kim Tae-hee” ze względu na jej podobieństwo do Kim.
W 2008 roku wzięła udział w konkursie Smart Model Contest i wygrała. Następnie wzięła udział w castingu w Mnet Casting System i dołączyła do firmy. Ji-yeon zadebiutowała w zespole T-ara 29 lipca 2009 roku, kiedy miała 16 lat. Była najmłodszym członkiem grupy, aż do czerwca 2012 r., kiedy to Areum została członkiem T-ary.
Ji-yeon zagrała w serialu God of Study stacji KBS jako Na Hyun-jung. Ji-yeon zagrała główną postać w Death Bell 2: Bloody Camp wraz z Yoon Seung-ah.

### Od 2011
19 sierpnia 2011 r. podczas nagrywania próby w programie Music Bank do utworu Roly-Poly, Jiyeon naciągnęła prawe więzadło kolanowe i została przewieziona do szpitala na dalsze leczenie. Jej agencja wydała oświadczenie mówiące, że stan Jiyeon był stale monitorowany. Po wyleczeniu urazu Jiyeon uczestniczyła w kolejnych trasach zespołu, mimo że potrzebowała znacznej pomocy przy każdej podróży ze względu na swój uraz.
W 2011 roku znalazła się w rankingu Weekly Idol stacji MBC jako „najlepiej wyglądająca idolka w prawdziwym życiu” i po raz kolejny w 2012 roku jako „najatrakcyjniejsza idolka”.
W styczniu 2018 roku Jiyeon opuściła MBK Entertainment, po zakończeniu umowy. Zamierza kontynuować promocję w zespole T-ara w przyszłości. W kwietniu 2018 roku artystka podpisała kontrakt z chińską agencją Longzhen Culture.

## Dyskografia

### Solo
- NEVER EVER (EP, 20.05.2014)[7]

### Inne prace
| Rok  | Album/Singel          | Utwór            | Czas | Uwagi                       |
| ---- | --------------------- | ---------------- | ---- | --------------------------- |
| 2013 | Bunny Style! (singel) | "Dangerous Love" | 3:40 | Wspólnie z Eunjung i Hyomin |
| 2013 | Bunny Style! (singel) | "My Sea"         | 4:46 | Solo                        |

### Ścieżki dźwiękowe
| Rok  | Album               | Utwór                | Czas | Uwagi                                  |
| ---- | ------------------- | -------------------- | ---- | -------------------------------------- |
| 2009 | Cinderella Man OST  | "Women’s Generation" | 3:32 | Wspólnie z SeeYa i Davichi             |
| 2009 | Cinderella Man OST  | "Forever Love"       | 3:32 | Wspólnie z SeeYa i Davichi             |
| 2010 | Master of Study OST | "Rolling"            | 4:01 | Solo                                   |
| 2010 | Jungle Fish 2 OST   | "Little By Little"   | 4:10 | Solo                                   |
| 2010 | Coffee House OST    | "Coffee Over Milk"   | 3:35 | Wspólnie z Hyomin i Lee Bo-ram (SeeYa) |
| 2012 | Dream High 2 OST    | "Superstar"          | 3:42 | Wspólnie z Hyorin & Ailee              |
| 2012 | Dream High 2 OST    | "Together"           | 4:19 | Wspólnie z JB                          |
| 2012 | Dream High 2 OST    | "Day after Day"      | 3:43 | Solo                                   |

## Filmografia

### Filmy
| Rok  | Tytuł                     | Rola                      |
| ---- | ------------------------- | ------------------------- |
| 2010 | Death Bell 2: Bloody Camp | Lee Se-hee                |
| 2011 | Jungle Fish 2             | Seo Yool                  |
| 2011 | Gnomeo i Julia            | Julia (dubbing koreański) |

### Seriale/programy rewiowe
| Rok       | Tytuł                     | Rola               | Stacja telewizyjna |
| --------- | ------------------------- | ------------------ | ------------------ |
| 2007      | Hello! Miss               | Cameo              | KBS                |
| 2007      | Lobbyist                  | Cameo              | KBS                |
| 2008      | Aeja’s Older Sister Minja | Maeng Na-yeon      | KBS                |
| 2009      | Soul                      | Yoon Doo-na        | MBC                |
| 2009      | High Kick!                | Lee Yuri           | MBC                |
| 2010      | God of Study              | Na Hyun-jung       | KBS                |
| 2010      | Dream Girls               | sama siebie        | MNET               |
| 2010      | Jungle Fish 2             | Seo Yool           | KBS                |
| 2010      | Invincible Youth          | sama siebie/Cameo  | KBS                |
| 2010–2011 | Heroes                    | sama siebie        | SBS                |
| 2010–2011 | MBC Music Core            | gospodarz programu | MBC                |
| 2010–2011 | KBS2 Hello Baby           | sama siebie        | KBS                |
| 2011      | Miss Ripley               | Yuu                | MBC                |
| 2011      | KBS2 Oh My School         | sama siebie/Cameo  | KBS                |
| 2011      | Running Man               | gościnnie          | SBS                |
| 2012      | Dream High 2              | Rian               | KBS                |
| 2014      | Triangle                  | Sung Yoo-jin       | MBC                |
| 2015      | Sweet Temptation          | Jiho               | Web drama          |
| 2016      | My Runway (Web drama)     | Han Seo-yeon       | Netflix            |